# Kay Scheller

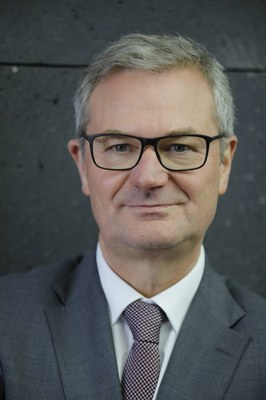
Kay Scheller (2019)

Kay Scheller (* 28. Januar 1960 in Kiel) ist ein deutscher Jurist, Beamter auf Zeit und seit dem 1. Juli 2014 Präsident des Bundesrechnungshofes. Zuvor war er langjähriger Mitarbeiter der CDU/CSU-Bundestagsfraktion.

## Ausbildung und Beruf
Scheller studierte von 1981 bis 1986 Rechtswissenschaften und legte 1991 die zweite Staatsprüfung ab. Er war nach einer kurzen Zeit in der Staatskanzlei von Mecklenburg-Vorpommern von 1991 bis 1994 im Bundesministerium für Frauen und Jugend und von 1994 bis 1997 im Bundesministerium für Bildung und Forschung tätig. Von 1997 bis 1999 arbeitete er im Bundeskanzleramt, bevor er 1999 zur CDU/CSU-Bundestagsfraktion wechselte, für die er von 2005 bis 2014 als Fraktionsdirektor tätig war.
Anfang April 2014 verständigten sich die Fraktionsspitzen von Union und SPD auf Scheller als Nachfolger von Dieter Engels im Amt des Präsidenten des Bundesrechnungshofes. Schellers Amtszeit endet voraussichtlich mit Ablauf des Mai 2026 mit Erreichen der gesetzlichen Altersgrenze (§ 3 Abs. 2 S. 2 BRHG i. V. m. § 51 Abs. 2 S. 2 BBG).

## Amtsführung und weitere Ämter
Nach Übernahme des Amtes als Präsident des Bundesrechnungshofes stieß Scheller eine Strukturreform innerhalb des Bundesrechnungshofes und der externen Finanzkontrolle des Bundes an, die zum 1. Januar 2017 in Kraft trat. Die bis dahin eigenständigen Prüfungsämter wurden aufgelöst und in den Bundesrechnungshof integriert. Damit wurde eine Hierarchieebene abgeschafft. Die Anzahl der Prüfungsabteilungen und Prüfungsgebiete blieb unverändert. Die Prüfungsabteilungen sind nun jedoch stärker als bisher auf wesentliche Politikfelder ausgerichtet.
Scheller hat sich einen Ruf als unerschrockener Sachwalter der Belange der externen Finanzkontrolle erworben, „sehr freundlich im Ton und sehr bestimmt in der Aussage“.
Von Juli 2016 bis Juni 2022 war Scheller Mitglied im Rat der Rechnungsprüfer (United Nations Board of Auditors), dem zentralen Prüfungsausschuss der Vereinten Nationen. Dort war er unter anderem für die Prüfung der UN-Friedensmissionen und des UN-Klimasekretariats zuständig.  An diese Mitgliedschaft im UN Board of Auditors schließt sich nahtlos ein Mandat des Bundesrechnungshofes für die Prüfung des Welternährungsprogramms (World Food Programme, WFP) der UN an. Das WFP Executive Board hat Scheller für den Zeitraum vom 1. Juli 2022 bis zum 30. Juni 2028 zum External Auditor bestimmt.
In seiner Funktion als Präsident des Bundesrechnungshofes ist Scheller auch Vorsitzender des Bundespersonalausschusses und Bundesbeauftragter für Wirtschaftlichkeit in der Verwaltung (BWV). Als BWV wirkt Scheller durch Vorschläge, Gutachten oder Stellungnahmen auf eine wirtschaftliche Erfüllung der Bundesaufgaben und eine dementsprechende Organisation der Bundesverwaltung hin.
Seine Ehefrau, Marion Scheller, war bis 2016 Referatsleiterin im Bereich Energiepolitik des Wirtschaftsministeriums. 2016 wechselte sie als Lobbyistin zur Nord Stream 2 AG, einem Tochterunternehmen der russischen Gazprom. Die Ausübung dieses Amtes, offiziell Senior Advisor for Governmental Relations, ist bis 2019 belegt.